# Pogostemon nepetoides
Pogostemon nepetoides là một loài thực vật có hoa trong họ Hoa môi. Loài này được Stapf miêu tả khoa học đầu tiên năm 1908.